# Incident du golfe d'Oman (2021)
Pour les articles homonymes, voir Incident du golfe d'Oman.
L'incident du golfe d'Oman de 2021 survient le 29 juillet 2021 lorsqu'un pétrolier est attaqué près des côtes d'Oman alors qu'il se dirige vers les Émirats arabes unis depuis la Tanzanie. Le Mercer Street, immatriculé au Libéria et exploité par une société basée en Israël, est pris pour cible par des drones suicides qui endommagent son pont, et  tuent son capitaine de nationalité roumaine et un garde du corps de nationalité britannique,. Les navires de la marine américaine répliquent et escortent le navire en lieu sûr. L'attaque est précédée de deux incidents similaires qui se sont produits en mai et juin 2019. Selon de hauts responsables américains et israéliens, l'opération a été menée par l'Iran.
Malgré l'absence de réaction officielle immédiate du gouvernement iranien aux accusations israéliennes le rendant responsable de l'attaque, le réseau d'information arabophone du gouvernement iranien Al-Alam cite des « sources bien informées » anonymes d'après lesquelles le pétrolier a été attaqué en réponse au « dernières frappes aériennes israéliennes sur l'aéroport de Dabaa en Syrie », qui, selon le réseau, ont fait deux victimes non précisées.
Le 2 août 2021, Le Royaume-Uni et les États-Unis se joignent à Israël pour accuser l'Iran de la frappe. Le ministre britannique des Affaires étrangères, Dominic Raab, annonce que le Royaume-Uni et ses alliés prévoient une réponse coordonnée. Cependant, un porte-parole du ministère iranien des Affaires étrangères déclare que l'accusation est « sans fondement ».
Une expertise conclut que l'attaque est due à une munition rôdeuse HESA Shahed 136.